# Lac Fiedmont
Pour les articles homonymes, voir Fiedmont.
Le lac Fiedmont est un plan d'eau douce du canton de Fiedmont, de la municipalité de Barraute, dans la municipalité régionale de comté (MRC) de l’Abitibi, dans la région administrative de l’Abitibi-Témiscamingue, dans la province de Québec, au Canada.
Les activités récréotouristiques constituent la principale activité économique du secteur ; la foresterie et l’agriculture, en second. La villégiature s’est développée surtout sur la rive Ouest et au Nord du lac.
La partie Est du lac Fiedmont est accessible grâce à la route 397 remontant vers le Nord en longeant la grande baie où se déverse le cours d’eau Nadon ; la partie Ouest est accessible par le chemin du Lac-Fiedmont qui remonte vers le Nord en longeant le lac.

## Géographie
Ce lac comporte une longueur de 8,2 km, une largeur maximale de 3,1 km et une altitude de 302 m. Il s’approvisionne surtout du cours d’eau Nadon (rive Est) lequel draine une zone de marais, de la décharge du lac Vert (rive Sud), du ruisseau Barraute (rive Ouest) et de plusieurs petits ruisseaux agricoles ou forestiers.
Une presqu’île s’avance sur environ 0,9 km vers l’Est à partir de la rive Ouest et comporte une zone de marais. Formé en longueur dans le sens Nord-Sud, ce lac comporte une grande baie sur la rive Est ; ce qui donne au lac la forme d’un escargot qui s’avancerait vers le Sud.
Le lac Fiedmont se déverse par sa rive Nord dans la rivière Laflamme laquelle se dirige vers le Nord, pour rejoindre la rivière Bell. À partir de cette confluence, cette dernière coule vers le Nord-Ouest pour aller se déverser sur la rive Sud du lac Matagami. Ce dernier se déverse à son tour dans la rivière Nottaway, un affluent de la Baie de Rupert qui est connexe à la Baie James.
L’embouchure du lac Fiedmont est localisé à :
- 5,1 km au Sud du centre du village de Barraute ;
- 77 km au Sud de l’embouchure de la rivière Laflamme ;
- 29,8 km au Sud-Ouest du centre-ville de Senneterre (ville) ;
- 16,3 km au Nord du Lac Senneville ;
- 34,1 km au Nord du centre-ville de Val-d’Or[1].

Les principaux bassins versants voisins du lac Fiedmont sont :
- côté Nord : rivière Laflamme, rivière Castagnier ;
- côté Est : rivière Senneville, rivière Courville, lac Pascalis, lac Tiblemont ;
- côté Sud : lac Senneville, rivière Senneville, lac Blouin ;
- côté Ouest : rivière Vassan, rivière Laine, rivière Landrienne, lac La Motte.

## Toponymie
Le terme « Fiedmont » est associé au canton, au lac, à une pointe de terre, à la rivière et à une rue. La rivière Fiedmont coule dans le bassin versant à l’Ouest du lac Fiedmont. Cet hydronyme évoque l'œuvre de vie de Louis-Thomas Jacau de Fiedmont, né à Plaisance (Terre-Neuve) vers 1723. Il exerça comme capitaine d'artillerie ; il devint officier général en 1759, gouverneur de la Guyane, en 1765, puis, vers 1780, maréchal de camp en France. Au cours du conseil de guerre tenu le 15 septembre 1759 à Québec, deux jours après la bataille fatidique des Plaines d'Abraham, il fut le seul, parmi les quinze membres présents, à soutenir que Québec devait se défendre jusqu'à la dernière extrémité, malgré le rationnement qui tenaillait la population. En 1760, il est récipiendaire de la croix et le titre de chevalier de Saint-Louis.
Le nom du canton de Fiedmont a paru sur la carte de 1911 de la région de l'Abitibi. Ce canton a été proclamé en 1916.
Le toponyme lac Fiedmont a été officialisé le 5 décembre 1968 par la Commission de toponymie du Québec, soit lors de sa création.